# Chinchilla
Chinchillaen (latin: Chinchilla lanigera) er en gnaver fra Sydamerika, hvor de lever i huler og sprækker i klipperne i Andesbjergene. Dyrene holder sammen i store kolonier gerne med over 100 individer. Den vilde chinchilla er dog i dag stort set udryddet. som følge af rovdrift pga. dens fine pels.
I dag opdrættes chinchillaer i pelsfarme og de holdes også som kæledyr.
Derudover hører chinchillaer også til den gruppe af gnavere, der føder fuldtudviklede unger. Det vil sige, at ungerne er født med pels, åbne øjne, og de har skiftet mælketænder.
Det er vigtigt at huske på, at chinchillaen ikke er skabt til at klatre, som f.eks. egern er det, så selvom de elsker at bo i høje bure, så er det vigtigt, at man indsætter plader i buret, som de kan hoppe rundt på og ikke grene.
Der er som udgangspunkt to arter af chinchillaer: Den langhalede og den korthalede. Chinchillaen lever i op til 5.000 meters højde, og tåler derfor ikke ret godt temperaturer over 25 grader. Til gengæld er kulde ikke noget problem for chinchillaen, og det er også grundet kulden, at chinchillaen føder fuldtudviklede unger.
Chinchillaen er overvejende nataktiv, men kan dog ses siddende fremme i det tidlige morgenlys, og i den sene aftensol.
Chinchillaen lever udelukkende af den meget begrænsede vegetation, der hovedsageligt består af grove tornede græsarter og urter. Herudover er de også kendt for at leve af de kaktussorter, der findes der, hvor de lever.
Dyrene gnaver et hul nede ved jorden, der går ind i midten af kaktussen, hvor de så kravler op på indersiden, og herfra æder blomsterne, der sidder højere oppe på planten.
Chinchillaen bruger sine forpoter som en hånd, til at tage fat om sin mad. De har dog ikke en tommelfinger som vi. Der er ikke meget vand i de områder chinchillaen kommer fra, så chinchillaens væskebehov bliver dækket gennem det den spiser.
Som hos andre gnavere vokser chinchillaens tænder gennem hele livet, for at kompensere for det hårde slid de bliver udsat for, ved at tygge den grove føde.
Chinchillaen findes i flere farvevariationer, men den oprindelige farvevariation er grå – også kaldet standard grå. De andre farvevariationer er mutationer, der er fremkommet i fangenskab, og siden er avlet videre på.
De mest kendte farvemutationer er beige, hvid, velvet (TOV), ebony, safir og violet.
De mere ukendte er charcoal, wellman beige, lester black, french blue m.m. Det er tvivlsomt, om der stadig bliver avlet på disse mutationer.
Der er dog to mutationer, man skal være specielt opmærksom på, hvis man vil avle på chinchillaer.
Det er dyr, der har farvegenet for hvid, og dyr, der har farvegenet for TOV (Touch Of Velvet).
To dyr med et hvidt farvegen, må ikke sættes sammen, da dette gen i dobbeltdosis vil udgøre en såkaldt lethal (dødligheds) faktor. Det samme gælder hvis man sætter to dyr med TOV-farvegen sammen.
Herudover er det vigtigt, at hunnen er større end hannen, hvis man beslutter sig for at få et par, der har forskelligt køn, da man ellers kan risikere unødige komplikationer under drægtigheden.
Chinchillaen føder 1–4 unger, hvor 1–2 unger er det mest normale.
Hunnen har dog 6 brystvorter og er derfor i stand til at få helt op til 6 unger, men dette sker meget sjældent, og ungerne er ofte så små i så store kuld, at næsten alle, hvis ikke alle, vil dø.
Hunnen er i stand til at aktivere sine brystvorter. Hermed menes der, at hvis hunnen får 1 unge, er det kun en vorte, der kommer mælkeproduktion i, mens det ved 2 unger ved være to, ved 3 tre og så videre. Dog kan det forekomme at alle 6 brystvorter bliver aktiveret, selvom der bliver født et mindre kuld.
Chinchillahunnen har en stor risiko for at komme til at mangle kalk i forbindelse med en fødsel, og efter en fødsel. Derfor får hunner ofte kalktilskud i forbindelse med graviditeter.
- Størrelse: krop: 22-38 cm, hale: 7-15 cm.
- Fuldvoksen vild chinchilla: 400-600 gram, hvor hunnerne er størst
- Fuldvoksen i fangeskab: 500-1000 gram.
- Max alder: Op til omkring 20 år i fangenskab.
- Gestationsalder: 111 dage
- To til tre kuld unger (1-4 unger pr. kuld) pr. år.